# Шмаковка (приток Белой)
Шма́ковка — река в Кировском районе Приморского края России.
Длина реки — 46 км. Площадь её водосборного бассейна насчитывает 186 км², перепад высоты между устьем и истоков — 12,4 м. Средняя ширина — 8-10 м, глубина — от 0,4 до 1,5 м.
Берёт начало северо-восточнее села Ольховка. Бассейн реки расположен в пределах Приханкайской равнины. Впадает в реку Белая, примерно в 1 км до впадения её в реку Сунгача.
В летнее время часты паводки, вызываемые интенсивными продолжительными дождями.
Воды реки Шмаковка используются для орошения рисовых полей.
Населённые пункты у реки, сверху вниз: Ольховка, Шмаковка, Авдеевка, Павло-Фёдоровка.
Между Авдеевкой и Павло-Фёдоровкой пересекает Транссибирскую магистраль.